# Davide Vecchi
Davide Vecchi (Perugia, 13 dicembre 1974) è un giornalista e saggista italiano.

## Biografia
Ha iniziato a scrivere di cronaca su Il Messaggero della redazione Umbra. Trasferitosi a Milano per la scuola di giornalismo Walter Tobagi, è stato assunto e ha svolto il praticantato al primo giornale on-line Eday edito dal fondo Kiwi 2 di Elserino Piol per poi passare a L'Espresso. Per il settimanale pubblica lo scoop sul nuovo filone dell'inchiesta sul Mostro di Firenze legato alla scomparsa del medico perugino Francesco Narducci e al presunto scambio di cadavere. Nel 2004 passa ad Adnkronos dove si occupa principalmente di politica.
Nel 2010 approda a Il Fatto Quotidiano, dove si occupa principalmente di politica e cronaca giudiziaria, seguendo tutte le principali inchieste: il caso Ruby, MPS, il caso David Rossi, lo scandalo Mose, Mafia Capitale, Banca Etruria fino a Consip pubblicando numerose esclusive.
Tra aprile e maggio 2016 ha rivelato l'intenzione di Matteo Renzi di nominare il suo fidato amico Marco Carrai a capo della cyber security. Con un'inchiesta pubblicata in tre puntate ha prima ricostruito la rete di società estere di Carrai e quindi i suoi possibili conflitti di interesse, poi il 19 settembre 2016 il legame con uomini legati al Mossad ed Israele come Michael Ledeen riportando un'inchiesta svolta dalla CIA sulla sua figura, infine lo stop all'incarico chiesto dall'intelligence statunitense al governo italiano.
Il 19 novembre 2018 viene nominato direttore del Gruppo Corriere  (Corriere dell'Umbria, Corriere di Arezzo, Corriere di Siena, Corriere di Viterbo, Corriere di Rieti e della Sabina), lasciando quindi Il Fatto Quotidiano. È stato componente del Consiglio Nazionale dell'Ordine dei Giornalisti dal 2008. Rieletto nel 2013 ha rinunciato all'incarico. Nel novembre 2021 è stato nominato consulente della commissione d’inchiesta parlamentare sulla morte di David Rossi. Dal 1º marzo 2022 è diventato direttore del quotidiano Il Tempo, mantenendo anche la direzione pro tempore del Gruppo Corriere fino al dicembre 2022, quando gli succede Sergio Casagrande.

## Vicende giudiziarie
- Profondo conoscitore dei segreti della Lega Nord[senza fonte], ha rivelato l'esistenza dei conti della famiglia Bossi a spese del partito e l'inchiesta genovese sul tesoriere Francesco Belsito; ha criticato la gestione della Regione Lombardia e del Carroccio da parte di Roberto Maroni e del nuovo leader Matteo Salvini. Quest'ultimo lo ha querelato per diffamazione, ma nel gennaio 2016 il gip di Bergamo ha archiviato la posizione di Vecchi, perché il fatto non costituisce reato.[7]
- Venne processato con citazione diretta dalla procura di Siena per aver pubblicato in anteprima le e-mail con cui David Rossi, manager di Mps che morirà in circostanze ancora oggetto di indagine, comunica all'amministratore della banca Fabrizio Viola la volontà di togliersi la vita accompagnate da richieste di aiuto.[8][9] Secondo i magistrati senesi, Vecchi avrebbe violato il diritto alla privacy, seppure le mail fossero contenute negli atti dell'inchiesta degli stessi magistrati per il presunto suicidio del manager. Nel corso delle udienze sono stati sollevati molti dubbi sull'atteggiamento del Tribunale e della procura di Siena nei confronti della libertà di stampa, tanto che l'osservatorio internazionale della Columbia University di New York ha denunciato il rischio che si tratti di una limitazione al diritto dell'informazione,[10] ripreso anche dal Resource Center dell'ECPMF, l'European Centre for Press and Media Freedom.[11] Sul caso, Pippo Civati e altri deputati di Possibile hanno presentato una interrogazione urgente al ministro della Giustizia, Andrea Orlando, chiedendo di "riferire con urgenza al Parlamento sulle modalità discutibili e persecutorie di questo processo”. Mentre il Movimento 5 Stelle, in particolare Daniele Pesco e Giulia Sarti, hanno più volte chiesto al ministro l'invio di ispettori al tribunale di Siena. Sull'intera vicenda è stato avviato anche un procedimento da parte del Csm. Nell'ottobre 2017, a seguito della pubblicazione del libro Il caso David Rossi, il suicidio imperfetto del manager Mps (edito da Chiarelettere e scritto da Vecchi), la trasmissione Le Iene ha iniziato a occuparsi del caso della morte di Rossi svelando molti elementi sfuggiti alle indagini svolte dalla procura di Siena e portando alla luce il fatto che l'e-mail con la quale David annunciava a Viola la volontà di uccidersi il 4 marzo 2013 era stata letta da più persone, tra cui la segretaria dell'ad Lorenza Pieraccini. Questa ha poi confermato nel corso del processo a Tognazzi e Vecchi di aver visto l'e-mail in tempo reale e di essersi accorta che era già stata letta da qualcuno. L'ha così aperta e stampata per portarla a Valentino Fanti, capo della segreteria di Viola. Nessuno ha fatto nulla per aiutare Rossi, che due giorni dopo è stato trovato morto. Pieraccini ha aggiunto di essere andata a ricercare l'e-mail dopo la scomparsa di Rossi, ma senza trovarla: qualcuno l'aveva cancellata dal computer di Mps. Il 15 gennaio 2018 si è svolta l'ultima udienza del processo. Il pm Serena Menicucci ha chiesto 9 mesi di carcere per Vecchi e 6 mesi per Tognazzi. Il giudice Alessio Innocenti ha invece stabilito l'assoluzione per entrambi con formula piena perché "il fatto non sussiste".[12]

## Opere
- I barbari sognanti, la lotta per il dopo Bossi, Reggio Emilia, Aliberti editore, 2012, prefazione di Lucia Annunziata
- L'Intoccabile. Matteo Renzi, la vera storia, Milano, Chiarelettere, 2014, prefazione di Marco Travaglio
- Matteo Renzi. Il prezzo del potere, Milano, Chiarelettere, 2016, prefazione di Marco Travaglio
- Il caso David Rossi, il suicidio imperfetto del manager di Mps, Milano, Chiarelettere,  2017
- Lady Etruria. Tra papà e Matteo, chi è Maria Elena Boschi, Roma, Paper First, 2018, prefazione di Marco Travaglio, postfazione di Giorgio Meletti
- La verità sul caso David Rossi, tutto quello che ancora non sapevamo, Milano, Chiarelettere, 2022